# Small form-factor pluggable transceiver

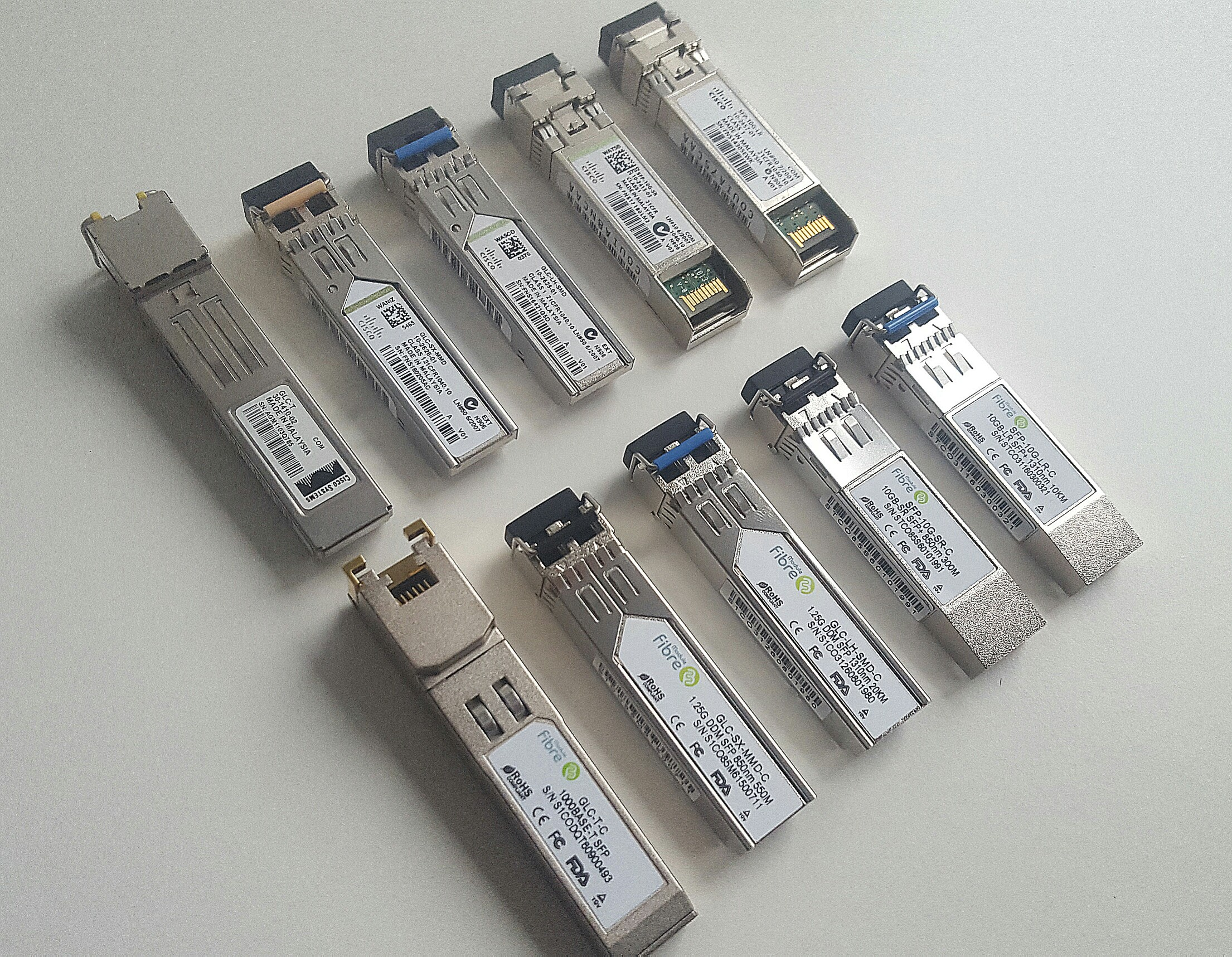
Verschillende SFP-compatibele modules

De small form-factor pluggable transceiver (SFP) is een compacte, hot-pluggable netwerkinterfacemodule die wordt gebruikt voor telecommunicatie- en datacommunicatietoepassingen. Een SFP-interface op netwerkhardware zoals servers en switches is een modulair slot voor een mediaspecifieke transceiver om een fysieke verbinding mee aan te leggen, zoals een glasvezel- of koperkabel.  Het voordeel van het gebruik van SFP's in vergelijking met vaste interfaces zoals RJ-45 ethernetpoorten is dat individuele poorten naar behoefte kunnen worden uitgerust met elk geschikt type transceiver.
De SFP-vormfactor en elektrische interface worden gespecificeerd door een multi-source agreement (MSA) onder toezicht van het Small Form Factor Committee. De SFP verving in de meeste toepassingen de grotere gigabit-interfaceconverter (GBIC) en wordt door sommige leveranciers een Mini-GBIC genoemd. 
Er bestaan SFP-transceivers die synchrone optische netwerken (SONET), Gigabit Ethernet, Fibre Channel, PON en andere communicatiestandaarden ondersteunen. Bij introductie waren de typische snelheden 1 Gbit/s voor Ethernet SFP's en tot 4 Gbit/s voor Fibre Channel SFP-modules. In 2006 maakte de SFP+ specificatie snelheden tot 10 Gbit/s mogelijk en de SFP28- iteratie is ontworpen voor snelheden tot 25 Gbit/s. 
Een iets grotere variant van SFP is de vierbaans Quad Small Form-factor Pluggable (QSFP). De in totaal vier parallelle aansluitingen zorgen voor snelheden die 4 keer hoger zijn dan hun overeenkomstige enkelvoudig uitgevoerde SFP. In 2014 werd de QSFP28 variant gepubliceerd die snelheden tot 100 Gbit/s mogelijk maakte. In 2019 werd de nauw verwante QSFP56 gestandaardiseerd waardoor de maximumsnelheden werden verdubbeld tot 200 Gbit/s met producten die reeds door grote leveranciers worden verkocht. Er bestaan adapters waarmee SFP-transceivers in een QSFP-poort kunnen worden geplaatst, om kosten te besparen wanneer de maximaal mogelijke bandbreedte niet vereist is.
Verder zijn zowel SFP-DD en QSFP-DD varianten gespecificeerd, waarbij 100 Gbit/s over twee en 400 Gbit/s over acht parallelle aansluitingen mogelijk zijn. Deze specificatie gebruikt een vormfactor die achterwaarts compatibel is met voorgaande specificaties.

## SFP-typen
| Naam               | Standaard        | Geïntroduceerd | Status | Maat (mm2) | Achterwaarts compatibiliteit | MAC-blok naar een PHY-chip | Media                        | Connector      | Maximaal aantal parallelle kanalen |
| ------------------ | ---------------- | -------------- | ------ | ---------- | ---------------------------- | -------------------------- | ---------------------------- | -------------- | ---------------------------------- |
| 100 Mbit/s SFP     | SFF INF-8074i    | 2001-05-01     | Huidig | 113,9      | geen                         | MII                        | Glasvezel, getwist paar      | LC, RJ45       | 1                                  |
| 1 Gbit/s-SFP       | SFF INF-8074i    | 2001-05-01     | Huidig | 113,9      | 100 Mbit/s-SFP*              | SGMII                      | Glasvezel, getwist paar      | LC, RJ45       | 1                                  |
| 1 Gbit/s cSFP      |                  |                | Huidig | 113,9      |                              |                            | Glasvezel                    | LC             | 2                                  |
| 10 Gbit/s SFP+     | SFF SFF-8431 4.1 | 2009-07-06     | Huidig | 113,9      | 1 Gbit/s-SFP                 | XGMII                      | Glasvezel, getwist paar, DAC | LC, RJ45       | 1                                  |
| 25 Gbit/s SFP28    | SFF SFF-8402     | 2014-09-13     | Huidig | 113,9      | 10 Gbit/s SFP+               |                            | Glasvezel, DAC               | LC             | 1                                  |
| 50 Gbit/s SFP56    |                  |                | Huidig | 113,9      |                              |                            | Glasvezel, DAC               | LC             | 1                                  |
| 4 Gbit/s QSFP      | SFF INF-8438     | 2006-11-01     | Huidig | 156        | geen                         | GMII                       |                              |                | 4                                  |
| 40 Gbit/s QSFP+    | SFF SFF-8683     | 2012-04-01     | Huidig | 156        | geen                         | XGMII                      | Glasvezel, DAC               | LC, MTP/MPO    | 4                                  |
| 50 Gbit/s QSFP28   | SFF SFF-8665     | 2014-09-13     | Huidig | 156        | QSFP+                        |                            | Glasvezel, DAC               | LC             | 2                                  |
| 100 Gbit/s QSFP28  | SFF SFF-8665     | 2014-09-13     | Huidig | 156        | geen                         |                            | Glasvezel, DAC               | LC, MTP/MPO-12 | 4                                  |
| 200 Gbit/s QSFP56  | SFF SFF-8665     | 2015-06-29     | Huidig | 156        | geen                         |                            | Glasvezel, DAC               | LC, MTP/MPO-12 | 4                                  |
| 400 Gbit/s QSFP-DD | SFF INF-8628     | 2016-06-27     | Huidig | 156        | QSFP+, QSFP28                |                            | Glasvezel, DAC               | LC, MTP/MPO-16 | 8                                  |